# Adrian Pereira
Adrian Nilsen Pereira, né le 31 août 1999 à Stavanger en Norvège, est un footballeur norvégien qui évolue au poste d'arrière gauche au Rosenborg BK.

## Biographie

### Viking Stavanger
Natif de Stavanger en Norvège, Adrian Pereira est formé par le club de sa ville natale, le Viking Stavanger. Il participe à son premier match en professionnel le 26 avril 2017, à l'occasion d'une rencontre de coupe de Norvège face au Riska FK. Il entre en jeu et son équipe s'impose par quatre buts à un lors de ce match.  Il joue son premier match d'Eliteserien, le 26 novembre 2017, face au Stabæk Fotball. Il entre en jeu lors de ce match qui se solde par la victoire de son équipe (2-0). Un an plus tard, le 28 novembre 2018, il signe son premier contrat professionnel.

### PAOK Salonique
Le 12 septembre 2020, Adrian Pereira s'engage en faveur du PAOK Salonique.

### Rosenborg BK
Le 24 août 2021, Adrian Pereira retourne en Norvège et s'engage en faveur du Rosenborg BK.
Pereira joue son premier match pour Rosenborg contre son ancien club, le Viking Stavanger, à l'occasion d'une rencontre de championnat le 29 août 2021. Il entre en jeu à la place d'Olaus Skarsem et son équipe est battue (2-1 score final).

### En équipe nationale
Le 7 juin 2019 Adrian Pereira joue son premier match avec l'équipe de Norvège espoirs contre la Suède. Il entre en jeu lors de cette rencontre perdue par son équipe sur le score de trois buts à un.

## Palmarès
Viking FK
- Coupe de Norvège (1) :
  - Vainqueur : 2019.